# Achterhoek

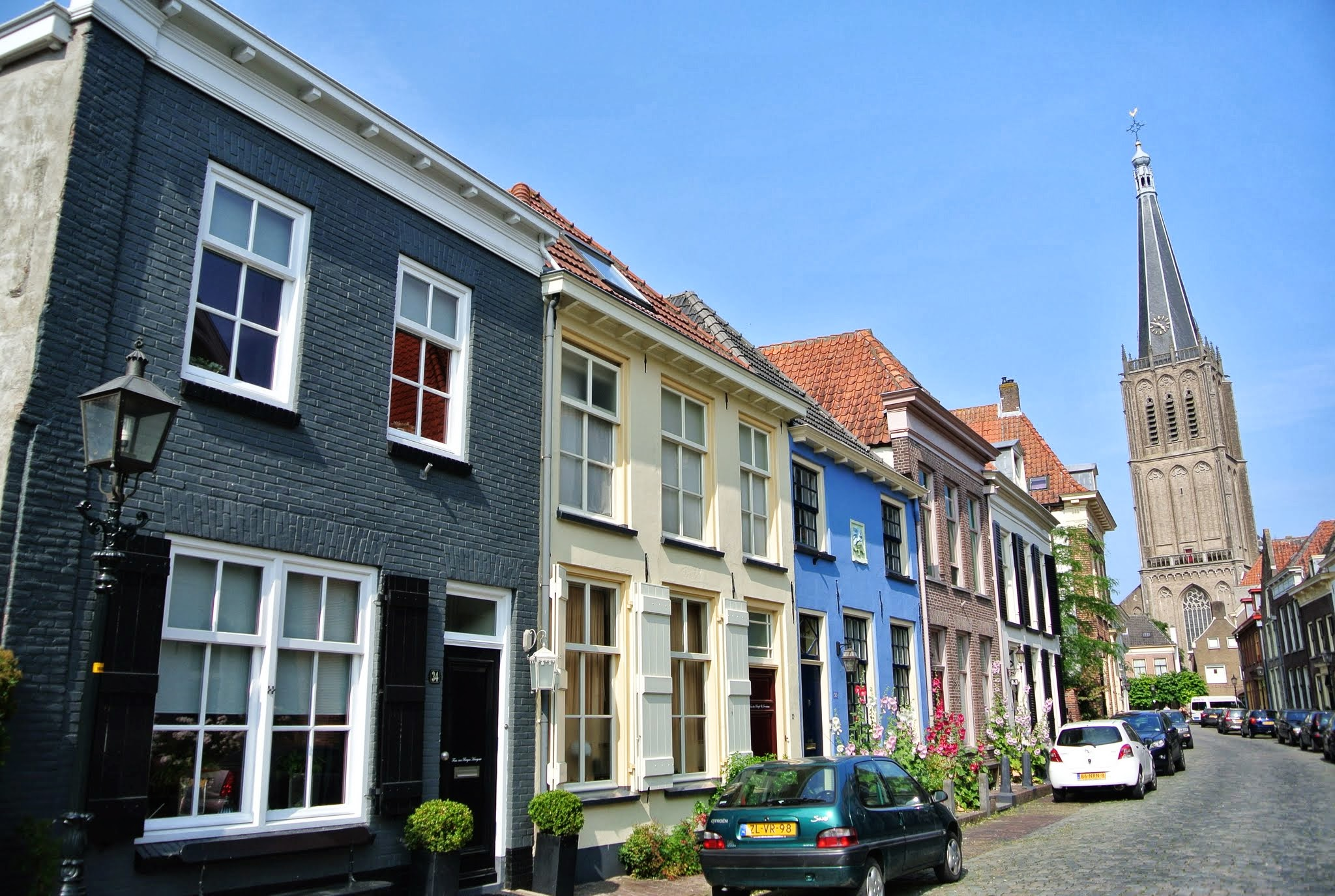
Doesburg

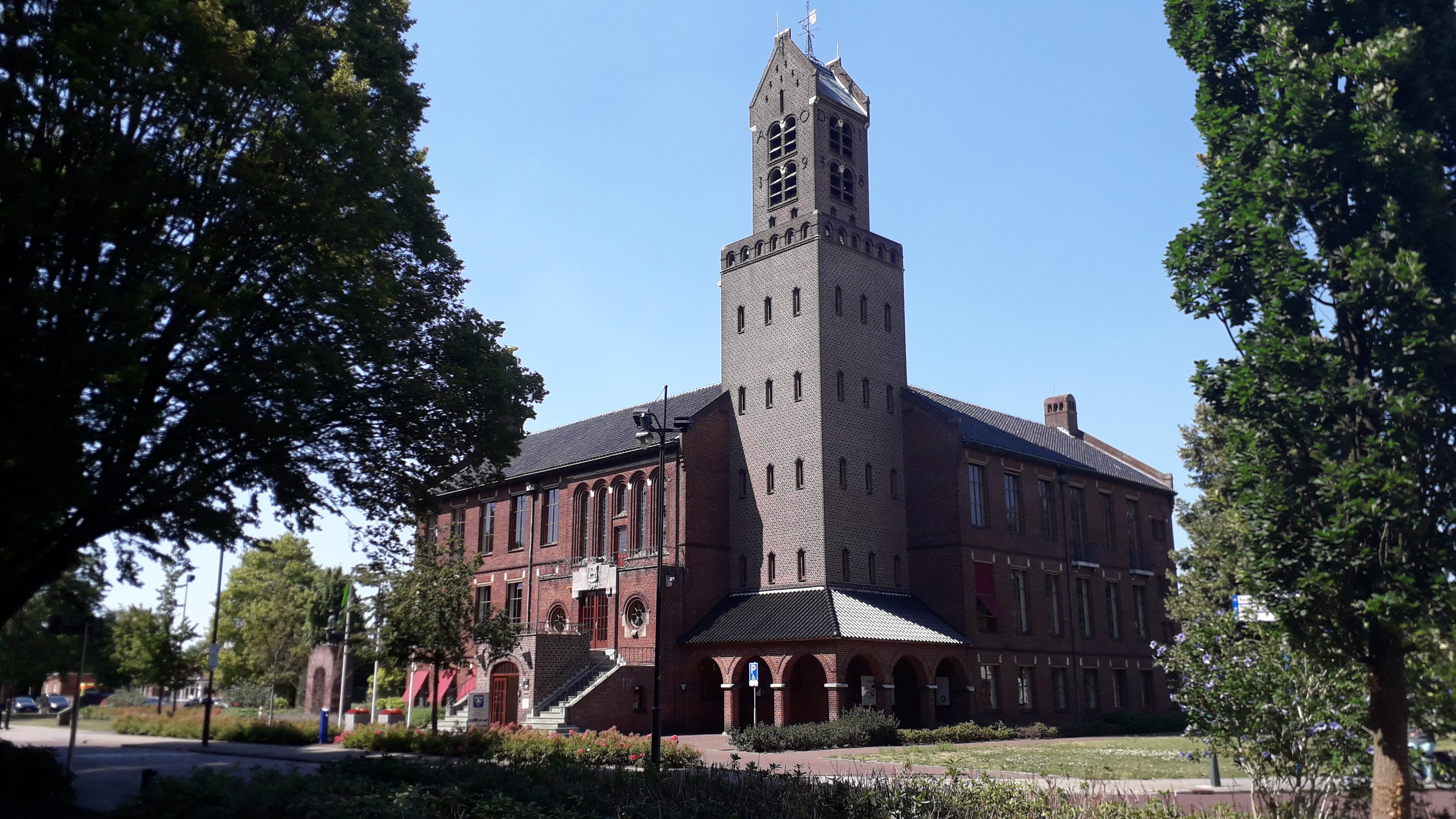
Winterswijk

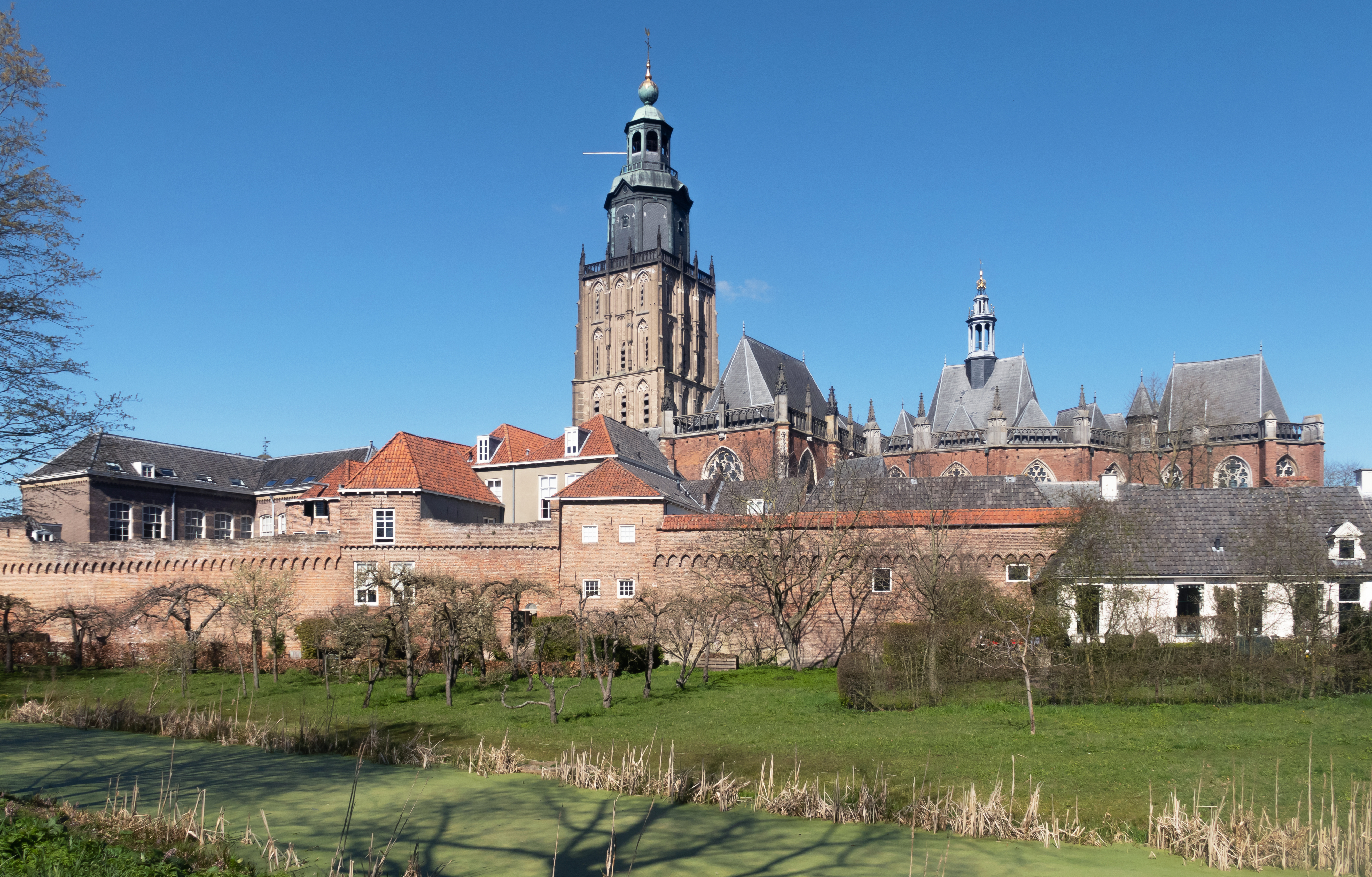
Zutphen

El Achterhoek (pronunciación en neerlandés: [ˈɑxtərɦuk]; en bajo sajón neerlandés Achterhook) es una región cultural situada en el este de los Países Bajos. Su nombre (que significa "esquina trasera") es geográficamente apropiado porque se encuentra en la parte más oriental de la provincia de Güeldres y, por tanto, en el este de los Países Bajos, adentrándose hacia Alemania. El Achterhoek se encuentra al este de los ríos IJssel y Oude IJssel, y limita con Alemania (estado de Renania del Norte-Westfalia) al sureste y con la provincia de Overijssel al noreste (y más concretamente con las regiones de Salland y Twente).
En 2015, el Achterhoek tenía una población de 389.682 habitantes. La región también recibe el nombre de de Graafschap (en neerlandés "el Condado") ya que coincide con el histórico condado de Zutphen. Se trata de una región predominantemente rural, con muchos campos, bosques y granjas. La zona de Winterswijk es de una notable belleza paisajística. La conocida cerveza Grolsch se fabricó por primera vez en Groenlo en 1615.

## Idioma
La lengua vernácula del Achterhoek es el achterhooks, una variedad del bajo sajón neerlandés. Puede diferir en función del pueblo o la ciudad, de tal manera que un hablante de la variedad "Grols" (es decir, el dialecto de Groenlo) pronunciará las palabras de forma diferente a un hablante de Winterswijk, que se encuentra a sólo 10 km al este, si bien es muy probable que ambos se entiendan.
El número de hablantes que tienen el achterhooks como úmica lengua ha disminuido considerablemente en los últimos 60 años, ya que los habitantes son escolarizados en neerlandés y el dialecto sólo se habla (a veces) en el hogar. Debido en parte a la inmigración de fuera de la región del Achterhoek y a los efectos del gobierno nacional, el neerlandés está influyendo de manera significativa en el dialecto. Muchas palabras antiguas han caído en desuso y han sido sustituidas por sus equivalentes de origen neerlandés.

## Municipios del Achterhoek
Las ciudades más grandes del Achterhoek son Doetinchem, Winterswijk y Zutphen. Doesburg y Zutphen son antiguas ciudades hanseáticas, y ambas poseen centros históricos bien conservados.

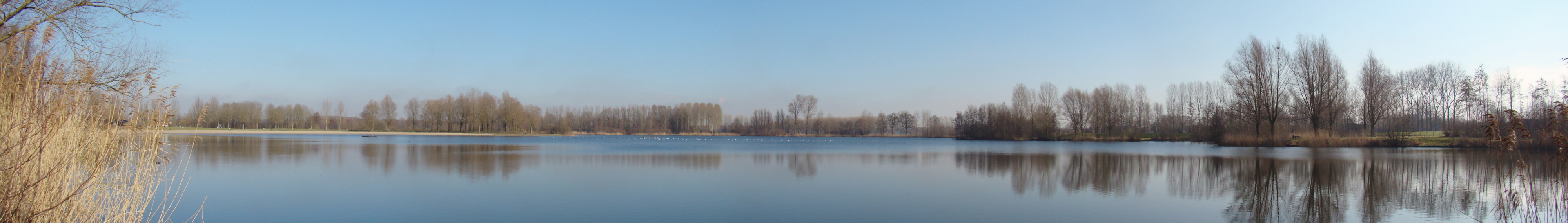
Paisaje del Achterhoek

- Aalten
- Berkelland
- Bronckhorst
- Doesburg
- Doetinchem
- Lochem
- Montferland
- Oost Gelre
- Oude IJsselstreek
- Winterswijk
- Zutphen